# 旧注
旧注（きゅうちゅう）とは、
- 古い注釈のこと。古注と同じ。注釈の分野によってはどのような範囲のものを「旧注」と呼ぶのか厳密に決まっている場合もある。
- 『源氏物語』の注釈における区分の一つのこと。本項で詳述。

『源氏物語』の注釈において旧注（きゅうちゅう）とは、古注に続き新注に先立つ『花鳥余情』から『湖月抄』までの注釈のことをいう。時代としては室町時代中期から江戸時代初期までに相当する。
源氏物語の注釈書の時代区分の詳細については、古注#時代区分を参照。

## 旧注の特徴
- 古注の時代には巣守・桜人などしばしば現行の54帖に含まれない巻への言及が見られたが、この旧注の時代になると注釈の対象としている『源氏物語』が、確定した範囲と巻序を持つ現在と同じ54帖から構成される『源氏物語』になる。
- 古注の時代には鎌倉を中心に活動した河内方が中心であったのに代わり、京都を中心に活動した三条西実隆、三条西実枝ら三条西家が中心となる。
- 注釈書が対象としている『源氏物語』を読み、論じる人物は古注の時代には公家と上級の武士に限られていたのが、この時代になると『源氏物語』そのものとその注釈が「地下の人々」と呼ばれる層を含む以前より広い層の人々に読まれるようになる。
- 「秘伝」・「秘説」というものが盛行する。一般に流布する注釈書には「別に記す」・「特に記さず」などとして内容を明記せず、秘伝書のような形のものを別に記したり文書の形では何も残さず口伝で伝えるということがしばしば行われるようになる。
- 歌作（特に連歌）に役立つことを強く意識して作られたという性格を持ったものが多く、注釈書の著者に連歌師が多い。
- 多くの注釈書が作られており、それぞれがそれ以前の注釈を受ける形で書かれているため大部の注釈書が多い。花屋玉栄は「何の不審もないことまで注釈を加えている」と批判し、本居宣長は「多くの抄物（注釈書のこと）があり、少しずつ違いはあるものの大きな違いはない」と述べている。
- 大部な注釈書がいくつも作られる一方で、コンパクトな梗概書もさまざまなものが作られている。

## 旧注に含まれる注釈書
一般的には以下のような注釈書が旧注に含まれるとされている（これらの他にも数多く存在する）。
- 『源氏和秘抄（げんじわひしょう）』1449年（宝徳元年）、1巻1冊、一条兼良
- 『源氏物語年立（げんじものがたりとしだて）』1453年（享徳2年）、2巻、一条兼良
- 『花鳥余情（かちょうよせい、かちょうよじょう）』1472年（文明4年）、全30巻、一条兼良
- 『源氏物語之内不審条々（げんじものがたりのうちふしんじょうじょう）』1475年（文明7年）、一条兼良
- 『種玉編次抄（しゅぎょくへんじしょう）』1475年（文明7年）宗祇
- 『源語秘訣（げんごひけつ）』(別名多し)1477年（文明9年）、一条兼良。
- 『口伝抄（こうでんしょう）』1480年（文明12年）、一条兼良
- 『一葉抄（いちようしょう）』1495年（明応4年）、15冊（10冊のみ現存）、藤原正存
- 『源氏物語不審抄出（げんじものがたりふしんしょうしゅつ）』1499年（明応8年）、宗祇
- 『実隆本源氏物語系図』1488年（長享2年）三条西実隆
- 『弄花抄（ろうかしょう）』1504年（永正元年）、7冊、三条西実隆
- 『細流抄（さいりゅうしょう）』1510年（永正7年）、三条西実隆
- 『明星抄（みょうじょうしょう）』1530年（享禄3年）、20冊、三条西実枝
- 『万水一露（ばんすいいちろ）』1545年（天文14年）、28冊本・30冊本、また62冊本など、能登永閑
- 『休聞抄（きゅうもんしょう）』1550年（天文19年）、全20巻、里村昌休
- 『林逸抄（りんいつしょう）』1559年（永禄2年）、54冊、林宗二
- 『紹巴抄（しょうはしょう）』1565年（永禄8年）、20巻20冊、里村紹巴
- 『山下水（やましたみず）』1570年（元亀元年）、三条西実枝
- 『覚勝院抄（かくしょういんしょう）』1571年（元亀2年）、25巻、覚勝院
- 『孟津抄（もうしんしょう）』1575年（天正3年）、九条稙通
- 『岷江入楚（みんごうにっそ）』1598年（慶長3年）、中院通勝
- 『玉栄集（ぎょくえいしゅう）』1602年（慶長7年）、1冊、花屋玉栄
- 『首書源氏物語（しゅしょげんじものがたり）』1673年（延宝元年）、一竿斎
- 『湖月抄（こげつしょう）』1673年（延宝元年）、全60巻、北村季吟
- 『一簣抄（いっきしょう）』1716年、近衛基煕

上記の他、以下のような梗概書も内容的にはほぼ旧注に属する。
- 『源氏大鏡』
- 『源氏小鏡』
- 『源氏物語提要』1432年（永享4年）、今川範政